# WinFixer
ErrorSafe是一個透過互聯網廣告而安裝在用戶電腦的間諜軟件。由於它在網上已臭名昭著，所以經常以不同的名稱發行，例如：WinFixer或WinAntiVirus 。從2005年開始，這產品亦積極國際化，透過低成本的翻譯而製作其他語言的版本，以提高其市場「佔有率」。這軟件現時在網上的「強逼安裝」廣告，已被著名掃毒軟件Kaspersky Anti-Virus界別為木馬程式。

## WinFixer
WinFixer是ErrorSafe的元祖，其程式碼差不多完全相同。它聲稱可以解決電腦系統的多個普遍常見問題，但總是在用戶透過瀏覽載有它的廣告的網頁時安裝，或靜悄悄的下載了，停留在Windows的臨時檔案目錄裡。有電腦專家指，這程式透過Windows的SysProtect指量而進行強制安裝。它在「問候」用戶電腦時顯示一個錯誤的資訊，從而使用戶錯誤的以為他們的電腦被病毒、間諜軟體或惡意軟體所感染。它會彈出一個系統通知從而使用戶確信他們的電腦出了什麼毛病或運行了一個錯誤的診斷程式。
由於這些原因，WinFixer和它的姊妹程式被認為是間諜軟體或惡意軟體。但是，它的帶有誤導資訊的彈出視窗和強制安裝映射出了很多間諜軟體的「市場行銷」策略。部分被這個程式感染的電腦會運行速度變慢。

### WinFixer的聲明
「WinFixer 2005是一個非常有用的可以掃描和修復任何系統、註冊表和硬體錯誤的工具。它可以保證系統穩定持續的運行，釋放被浪費的硬碟空間，修復被損壞的Word、Excel文擋和影片以及圖片檔。」
事實上，以上提到的功能WinFixer一個都不能實現。

## 感染途徑
WinFixer感染電腦的途徑有很多。一般來說，大多數用戶都是使用微軟的Internet Explorer，但亦有部份受害者使用的瀏覽器是Firefox或Opera。亦有報告指被感染電腦的光碟機會失效。

### 感染形式
感染通常出現於以Internet Explorer訪問其分發網站（不必然是wubfixer.com）。彈出的訊息方塊詢問使用者是否安裝WinFixer。

感染前的訊息 - 關閉前務切斷互聯網連線！

當使用者選擇任何一個選項或嘗試關閉這個訊息方塊（點擊「確定」、「取消」或右上方的交叉），它會觸發一個彈出式視窗而WinFixer便會自行下載及安裝，忽視使用者的意願。因為此訊息方塊關聯於Internet Explorer應用程式，因此不會出現於Windows工作管理員（Ctrl+Alt+Del）。

## 參看
- ErrorGuard

## 外部連結
- McAfee's Entry on WinFixer （页面存档备份，存于）
- Symantec’s Entry on WinFixer and removal instructions
- Symantec's entry on ErrorSafe - a sister spyware application
- WinFixer Virus Manual Removal - Vundo Variant （页面存档备份，存于）
- Blog on how to remove WinFixer （页面存档备份，存于）
- Help2go's method (covers other baddies that come with winfixer too) （页面存档备份，存于）
- This Trojan is where many peoples problems start (leads to installing winfixer) （页面存档备份，存于）
- 塞門鐵克對WinFixer的調查報告
- McAfee對WinFixer的調查報告
- 卡巴斯基同樣也把它列為惡意軟體
- Sophos對WinFixer的調查報告 （页面存档备份，存于）
- 一個可能的修復方法